# ستيوارت ماكنزي
ستيوارت ماكنزي (بالإنجليزية: Stuart McKenzie)‏ (19 سبتمبر 1967 بكينغستون أبون هال في المملكة المتحدة - ) هو لاعب كرة قدم بريطاني في مركز الدفاع. لعب مع نادي يورك سيتي وبريدلينغتون ترينيتي ‏ وNorth Ferriby United A.F.C. ‏ وأوست تاون ‏ وBrigg Town F.C. ‏ وLincoln United F.C. ‏ ونادي جيزيلي ‏ وHall Road Rangers F.C. ‏.

## وصلات خارجية
- ستيوارت ماكنزي على موقع قاعدة بيانات كرة القدم.إي يو (الإنجليزية)